# Carl von Langen
Carl Joseph Maria von Langen (* 23. Oktober 1753 – Datum der Taufe – in Trochtelfingen; † 16. November 1836 in Rottweil) war ein deutscher Schriftsteller.
Langen stand ab 1779 in den Diensten der Reichsstadt Rottweil, seit 1783 als Ratssekretär, später als Hofgerichtsassessor. 1803 pensioniert, war er danach noch einige Jahre als Forstmeister tätig. 1821 legte er die erste Rottweiler Stadtgeschichte vor, 1824 einen Gedichtband und 1825 als Ergänzung der Stadtgeschichte eine Sagensammlung. Sehr abfällig urteilte Rudolf Krauss über die poetischen Werke Langens: „nichtiger Reimer“.

## Werke
- Beiträge zur Geschichte der Stadt Rotweil am Neckar. Rottweil 1821 (Online bei Google Books; Rezension).
- Gedichte. Rottweil 1824. Exemplar: Württembergische Landesbibliothek Stuttgart
- Erzählungen des Klausners auf Neckerburg, oder Sagen der Vorzeit von den Rittern und ihren Burgen am Esch- und obern Neckarthal. Reutlingen 1825 (Online bei Google Books).